# Pave Pius 7.
Pave Pius 7, født som Giorgio Barnaba Luigi Chiaramonti, (14. august 1742 – 20. august 1823) var den katolske kirkes pave fra 14. marts 1800 til sin død.

## Opvækst og uddannelse
Barnaba Chiaramonti blev født ind i en adelsfamilie i Cesena i det nordlige Italien. Han var søn af greve Scipione Chiaramonti. Moderen, Giovanna Ghini, kom fra den adelige Ghinislægt. Han fik sin første uddannelse ved Collegio dei Nobili i Ravenna. 
Han blev optaget som novice i benediktinerordenen i 1756 som 14-årig i klosteret Santa Maria del Monte ved Cesena, hvor han begyndte sin præsteuddannelse. To år efter blev han iklædt og dermed fuldt medlem. Han tog klosternavnet Gregorio. Studierne fortsatte ved klosteret Santa Giustina i Padova og derefter ved Sant' Anselmo i Rom. 
Han blev præsteviet den 21. september 1765. Kort efter tog han doktorgraden i teologi. Derefter blev han professor ved ordenens seminarkloster San Giovanni i Parma. 

## Pavevalget 1799-1800
Efter Pius 6.s bortgang i fransk fangenskab i Valence ved Rhône den 28. august 1799 mødtes konklavet 30. november. Ifølge en bestemmelse, Pius 6. havde taget i november 1798, skulle det finde sted i den by, hvori der ved hans død befandt sig det højeste antal kardinaler. Det viste sig at være Venedig. Den katolske kirkes 35 kardinaler trådte sammen i benediktinerklosteret San Giorgio på en ø dér. Under valget stod de under østrigsk beskyttelse – kejseren dækkede desuden alle udgifter knyttet til pavevalget. Der var til at begynde med tre kandidater, der var favoriter. Processen gik i baglås, fordi kandidaterne blev blokerede, hvis de ikke passede enten det fransksindede eller det østrigsksindede parti. Til at begynde med fik den afdøde pave Pius 6.`s protegé kardinal Bellisomi stor opbakning og var nær blevet valgt, men en aktiv minoritet blokerede for ham, og det blev kendt, at Østrig nedlagde et klart veto imod ham. Det østrigske parti foretrak afgjort kardinal Mattei frem for Bellisomi, men han formåede ikke at få opbakning. Derefter blev også den savoiardiske kardinal Gerdil slået ud af endnu et østrigsk veto. 
Til slut blev Chiaramonti foreslået som en neutral kandidat, blandt andre af kardinal Maury. Efter en stor indsats fra konklavesekretæren, den indflydelsesrige kirkepolitiker og senere kardinal Ercole Consalvi, blev kardinal Chiaramonti valgt den 14. marts 1800. Han tog navnet Pius (7.) og blev kronet den 21. marts på en speciel måde; protodiakonen kardinal Doria Pamphilij måtte benytte en provisorisk tiara (pavekrone) lavet af papmaché.

## Død og gravlæggelse
Den 6. juli 1823 faldt Pius 7. i sin lejlighed og brækkede lårbenet. Han blev sengeliggende og rejste sig aldrig igen. Under sygelejet brændte den storslåede Paulusbasilikaen udenfor Murene i Rom ned til grunden, men en melding om dette forskånede man ham for. 
Pius 7. døde den 20. august 1823 i Rom i nærværelse af kardinal Consalvi, som selv døde kort tid efter. Han lå på lit de parade og blev herefter gravlagt i Peterskirken. Hans gravmæle (fra 1831) i Peterskirken er udført af den danske billedhugger Bertel Thorvaldsen.